# Urspelerpes brucei
Urspelerpes brucei är ett groddjur som beskrevs först av Camp et al. 2009. Urspelerpes brucei är ensam i släktet Urspelerpes som ingår i familjen lunglösa salamandrar.
Arten upptäcktes i lägre delar av en bergstrakt i delstaten Georgia i USA. Individerna hittades vid mindre vattendrag i en region som ligger 225 till 280 meter över havet. Antagligen är utbredningsområdet större. Några av vattendragen bildar djupa raviner.
Urspelerpes brucei gömmer sig vanligen under stenar eller under lövskiktet. Honan lägger 6 till 14 ägg per tillfälle och larvernas utveckling varar längre än ett år.
Denna salamander lever i ett naturskyddsområde. IUCN listar arten därför som livskraftig (LC). På grund av den begränsade utbredningen är beståndet däremot känsligt för alla förändringar.